# Karamela
Karamela je vrsta drobne slaščice iz praženega sladkorja, glukoze in eteričnih olj. Originalne starinske karamele so bile samo čisti karamel (odtod ime), a s časom se je razvila moderna industrija, ki proizvaja nešteto vrst teh priljubljenih sladkorčkov.

## Industrijski postopek
Medtem ko se čisti karamel pridobiva naravnost iz žganega sladkorja, se za izdelavo karamel sladkor raztopi v vodi in razmeša z glukoznim sirupom. Industrijski postopek predvideva dve vrsti karamel, trde in mehke. Za trde karamele se zmes počasi segreva s paro do 134 °C, za mehke do 126 °C, nakar se suši do popolne odstranitve vode. Zmes za trde karamele ne sme vsebovati več kot 2,5% vlage, za mehke karamele pa lahko pride do 8%, ker ji bodo pridane tudi maščobe.
Razne arome in dodatki, ki jih recept predvideva za trde karamele, se zamešajo pri 110 °C, nato se zmes začne hladiti. Ko temperatura doseže približno 80 °C (odvisno od recepta), jo je treba izoblikovati s posebnimi stroji, ki po razrezu dobljene bonbone na hitro ohladijo. Pri mehkih karamelah se arome primešajo že proti koncu hlajenja, pri 55 °C, nakar se izoblikujejo, ohladijo in pakirajo.
Dodaten postopek je v rabi za karamele rock,  kjer se masa najprej oblikuje samo v dolge raznobarvne in pisane trakove, v katere se zavijejo tako imenovane »vsebine«. To so vnaprej izdelani vložki z malo risbico ali napisom, ki se po razrezu trakov v posamezne karamele pojavi na vsaki izmed njih.
Posebna vrsta karamel so dražeji, ki so mandeljni ali lešniki prekriti z zmesjo za karamele. Pri teh je postopek izdelave precej različen, ker se ta masa ne zamesi predhodno, pač pa se ustvari postopoma direktno na praženem mandlju (ali drugem suhem sadežu). Za to je potrebna posebna segrevana posoda, ki se močno nagnjena vrti, medtem ko vanjo kaplja na eni strani stopljeni sladkor in na drugi glukozni sirup. Zadnja plast sladkorja vsebuje barvila. Po tem se dražeji presujejo v drugi aparat, ki jih površinsko zgladi in polira. Sem spadajo predvsem konfete. Zaradi različnega proizvodnega postopka se dražeji velikokrat ne vključujejo v karamele.

## Vrste karamel
V prodaji je nešteto vrst karamel, saj vsaka blagovna znamka doda svoje sestavine osnovni sladki bazi. Pri tem igrajo važno vlogo zgoščevalci kot škrob in želatine, pa tudi barvila. Najbolj zanimiva je za uporabnika seveda izbira okusa, ki ga izdelek pridobi z dodatkom eteričnih olj, na primer okus limone, jagode, kakava, lešnika in podobnih.
Seveda je enako pomembna tudi oblika karamele in njeno pakiranje. S tem v zvezi je vredno omeniti, da se je v naših krajih ta vrsta drobne slaščice najprej imenovala enostavno cukrček in nato sladkorček, saj je to tudi bila: košček prežganega sladkorja oziroma karamela. Pozneje se je udomačila francoska tujka bonbon. Starejše osebe še pomnijo nepakirane bonbone, ki so se včasih prodajali na težo in čigar prodaja je danes strogo omejena ali celo prepovedana. Ko so se začeli bonboni zavijati v papirčke, so bili preimenovani v karamele, medtem ko so nepakirani izdelki ostali bonboni, čeprav je bila vsebina približno ista, to je vedno praženi sladkor. Kot opravičilo je veljalo, da so karamele zavite, ker so mehkejše, medtem ko so bonboni popolnoma trdi, a to razlikovanje ni imelo resne podlage. Edini vzrok za pakiranje je bil zunanji videz in, poslednično, upravičena višja cena. Danes se pakiranje opravičuje s higienskimi razlogi, a je kljub temu na tržišču veliko izdelkov, ki se ne zavijajo posamezno, temveč so zaprti v škatlice (na primer Smarties). Popolnoma nepakirane karamele, v glavnem dražeje, smejo prodajati le nekatere strogo nadzorovane trgovine.